# بيتر فورسبرغ
بيتر فورسبرغ (بالسويدية: Peter Forsberg)‏ هو لاعب هوكي الجليد سويدي، ولد في 20 يوليو 1973 في أورنشولدسفيك في السويد.

## وصلات خارجية
- بيتر فورسبرغ على موقع دوري الهوكي الوطني (الإنجليزية)
- بيتر فورسبرغ على موقع EliteProspects.com (الإنجليزية)
- بيتر فورسبرغ على موقع Eurohockey.com (الإنجليزية)
- بيتر فورسبرغ على موقع HockeyDB.com (الإنجليزية)
- بيتر فورسبرغ على موقع Hockey-Reference.com (الإنجليزية)
- بيتر فورسبرغ على موقع أوليمبيديا (الإنجليزية)
- بيتر فورسبرغ على موقع اللجنة الأولمبية السويدية (السويدية)
- بيتر فورسبرغ على موقع قاعة كولورادو للمشاهير الرياضية (الإنجليزية)
- بيتر فورسبرغ على موقع IMDb (الإنجليزية)
- بيتر فورسبرغ على موقع إن إن دي بي (الإنجليزية)